# کالهون (ویرجینیای غربی)
کالهون (به انگلیسی: Calhoun) یک منطقهٔ مسکونی در ایالات متحده آمریکا است که در شهرستان باربر، ویرجینیای غربی واقع شده‌است.